# 高锰酸银
高锰酸银是一种无机化合物，化学式为AgMnO4。它是一种紫色晶体，属于单斜晶系。它受热分解，遇水缓慢分解，加强热可能爆炸。它可由硝酸银与高锰酸钾反应制得：
AgNO3 + KMnO4 → AgMnO4 + KNO3